# Püspökladány
Püspökladány è una città dell'Ungheria di 16.126 abitanti (dati 2001). È situata nella contea di Hajdú-Bihar.